# T. P. O'Connor

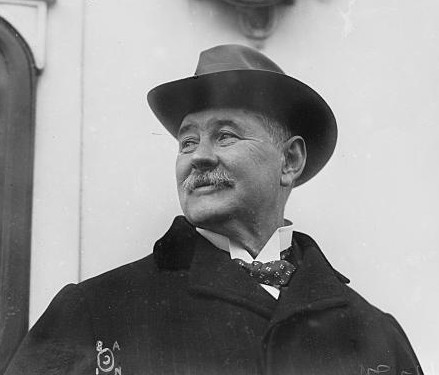

Tómas de Paor Ó Conchobhair (Inglés: Thomas Power "T. P. " O'Connor, Athlone, 5 de diciembre de 1848 - Londres,  18 de noviembre de 1929), era periodista, y militante del Partido Nacional de Irlanda  (Irlandés: Páirtí náisiúnaíoch na hÉireann), aparte de ser diputado parlamentario para el distrito electoral de Liverpool Scotland (la zona alrededor de la Calle de Escocia, en Liverpool, Inglaterra), para el Partido Nacional de Irlanda desde 1885 hasta 1929. Ó Conchobhair estaba  involucrado en la lucha para la independencia de su país durante toda su vida, tanto dentro de Irlanda como en Inglaterra.  Fuera de la política, destacó como periodista y conocedor de Prusia. Se graduó en historia y lenguas modernas de la Universidad de Galway por lo cual hablaba correctamente el  francés y el  alemán.